# Caso de la microfracción
El caso de la microfracción fue un conflicto interno de 1966-1968 en el Partido Comunista de Cuba (PCC) entre el liderazgo de Fidel Castro y el "grupo ortodoxo" -marxista prosoviético de Aníbal Escalante. Estuvo acompañada de retórica ideológica, pero de hecho fue una lucha intergrupal por el poder del partido y del Estado. Terminó con la detención de Escalante y sus seguidores, un juicio farsa y sentencias a largas penas de prisión. Al mismo tiempo, la dirección del PCC cambió en gran medida a la posición de una "microfracción" reprimida.

## Antecedentes
El Partido Comunista de Cuba (PCC), fundado en 1965, se formó sobre la base de la coalición del Movimiento 26 de Julio (M-26-7) con el Partido Socialista Popular (PSP) y la parte leal del Directorio Revolucionario 13 de marzo (DR-13-M). La posición dominante en ideología y estructura quedó con el M-26-7, encabezado por Fidel Castro. PSP personificó a Blas Roca y el DR-13-M a Faure Chomon.
El Movimiento 26 de Julio fue la principal fuerza en la Revolución cubana. Desempeñó un papel importante en el derrocamiento del régimen de Fulgencio Batista, la formación de una nueva estructura estatal y la represión de la insurgencia. El Partido Socialista Popular fue mucho menos activo en la lucha armada y menos popular entre las masas. Pero este partido tenía una doctrina ideológica marxista-leninista, personal político experimentado y estrechos vínculos con la Unión Soviética. La mayoría de los funcionarios del Partido Socialista Popular encajan en la jerarquía del partido-estado del régimen de Fidel Castro. Sin embargo, muchos activistas expresaron su descontento con la posición al margen. El líder de esta oposición era Aníbal Escalante director del periódico del partido Hoy, parlamentario cubano y principal ideólogo del Partido Socialista Popular. En 1961 fue nombrado secretario de las Organizaciones Revolucionarias Integradas (estructura sobre la base de la cual se creó el PCC). En este puesto, Escalante mostró grandes ambiciones, hasta rivalizar con Castro por el primer papel.
El 26 de marzo de 1962 , Escalante fue destituido de su cargo y enviado en un viaje de negocios a Checoslovaquia y la URSS durante 2 años; de hecho, fue expulsado del país. La suspensión de Aníbal Escalante fue una manifestación abierta del conflicto. Los marxistas ortodoxos derrotados consideraron que esto era la realización de un "plan de la pequeña burguesía y los elementos de derecha" de gran alcance: provocar una crisis en el Caribe, establecer relaciones comerciales con los países capitalistas, reorientar la política exterior de la URSS de Nikita Jrushchov a los Estados Unidos, la Francia de Charles de Gaulle e incluso "restaurar el sistema que fue barrido en enero de 1959". Como demostraron los acontecimientos posteriores, tales conclusiones no eran ciertas. Conceptualmente, las posiciones de Fidel Castro y Escalante diferían poco. La esencia del conflicto estaba en la lucha personal y grupal por el poder.

## Conflicto
Aníbal Escalante regresó a Cuba en 1964 y participó en la fundación del Partido Comunista de Cuba al año siguiente. Pero los veteranos del Partido Socialista Popular continuaron criticando a Fidel Castro, la ideología y la política del fidelismo desde el punto de vista del marxismo ortodoxo y siguiendo indiscutiblemente la estela de la Unión Soviética. Las críticas comenzaron a tomar una escala notable a partir de 1966.
Al mismo tiempo, la ideología del grupo era bastante ecléctica. Bajo la influencia de los Congresos 20 y 22 del Partido Comunista de la Unión Soviética (PCUS) los partidarios de Escalante denunciaron el culto a la personalidad de Fidel Castro, la dictadura y el militarismo, defendieron los derechos democráticos y propusieron directrices abiertamente estalinistas para la centralización, la unidad de mando y el control del partido sobre las masas. Insistieron en la máxima estatización de la economía con planificación directiva -y se indignaron por la "violación de la ley del valor" en la política económica castrista, la libre explotación del entusiasmo obrero, limitando el consumo de las masas y pidieron incentivos económicos para trabajadores. Estas contradicciones reflejaban los zigzags políticos de Nikita Jrushchov y el PCUS de Leonid Brézhnev.
Miembros de este grupo todavía llamaron la atención sobre el "fondo pequeñoburgués" de los líderes del Movimiento 26 de Julio (a pesar de que muchos de ellos, comenzando por Aníbal Escalante, también provenían de familias adineradas), recordaron que muchos en torno a Fidel Castro "comenzaron como anticomunistas". Las valoraciones más negativas, junto a los hermanos Castro y el Che Guevara, las provocaron Faure Chomón, el canciller Raúl Roa, el ministro de Comercio Exterior Marcelo Fernández Font, el ministro de Educación Armando Hart, su esposa Haydée Santamaría, el director del movimiento deportivo, el basquetbolista José Llanusa, y Celia Sánchez, secretaria de Fidel Castro.
Condenaron a Castro por atacar a la Unión Soviética durante el arreglo de la Crisis de los misiles de Cuba. Especialmente se opusieron con dureza a la "exportación de la revolución", el apoyo militar a los movimientos guerrilleros en América Latina y África. Tales acciones fueron caracterizadas como "aventuras nacionalistas pequeñoburguesas" de los hermanos Castro y el Che Guevara, quienes, sin recursos reales, pretenden convertir a Cuba en el "ombligo de la tierra". El grupo de Aníbal Escalante fue llamado posteriormente la "microfracción". Sus principales actores fueron:
- Aníbal Escalante
- Félix Fleitas Posada
- Orlando Olivera Sardiñas
- Francisco Pérez de Armas
- Ricardo Bofill Pagés
- Arnaldo Escalona Almeida
- Emilio de Quesada Ramírez
- Octavio Fernández Bonnis
- Raúl Fajardo Escalona
- José Matar Franyie
- Ramón Calcines Gordillo
- José Caballero Campos
- Edmigio López Castillo
- Ricardo López Castillo

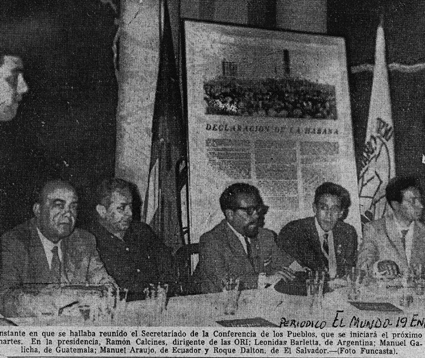
Ramón Calcines Gordillo, secretario de las Organizaciones Revolucionarias Integradas en la Conferencia de los Pueblos en La Habana de 1962.

En total, hasta 43 personas se sumaron a este grupo. Todos ellos eran activistas del Partido Comunista de Cuba. Todos menos Ricardo Bofill Pagés eran exmiembros del Partido Socialista Popular, 9 personas ocupaban cargos partidistas en organizaciones territoriales, varias más eran funcionarios de ministerios, organizaciones económicas y sindicatos. Los críticos más radicales de Fidel Castro fueron Félix Fleitas, Ricardo Bofill, Orlando Oliveira, Ricardo López, José Caballero, y Francisco Pérez de Armas. Sus posiciones, especialmente las de Fleitas, se basaban más en las ideas del "deshielo". Aníbal Escalante fue mucho más moderado en sus críticas y por eso fue criticado él mismo, como autor de la "mal concebida decisión del PSP de apoyar a Fidel". Solo había dos miembros del Comité Central del PCC en este grupo: el coordinador de los Comités de Defensa de la Revolución (CDR) José Matar Franyie y Ramón Calcines Gordillo, director de la empresa estatal de frutas; ambos eran estalinistas acérrimos. Al mismo tiempo, Matar no ocultó sus simpatías por la República Popular China y Mao Zedong, y fue el principal cabildero de los métodos chinos para movilizar a las masas en el PCC.
La presencia simultánea en la "microfracción" de figuras como Fleitas y Ricardo Bofill Pagés por un lado, Matar y Calcines por el otro, mostraba la naturaleza no doctrinal de las contradicciones. El motivo de la oposición fue el descontento con la dirección única de Fidel Castro y los dictados de su entorno. El mismo José Matar Franyie se sumó a la “microfracción”, luego de que los paramilitares y los Comités de Defensa de la Revolución (CDR) de los que era Coordinador General, fueran puestos bajo el férreo control del jefe del Ministerio del Interior (MININT) Ramiro Valdés Menéndez y de Raúl Castro, ministro jefe de las Fuerzas Armadas Revolucionarias de Cuba (MINFAR).
"Microfracción" estableció sus propios vínculos con la embajada soviética. El socio principal fue Rudolf Shlyapnikov (asesor de la KGB en el Ministerio del Interior cubano). En la dirección del Partido Comunista de la Unión Soviética también hubo descontento con la excentricidad y la ambición de Fidel Castro, sospechas sobre una posible alianza con la República Popular China de Mao Zedong. Aníbal Escalante y sus seguidores, con su ideología marcadamente marxista y su orientación inequívocamente prosoviética, parecían más confiables y predecibles. También hubo esquemas de cómo organizar la presión sobre el liderazgo cubano, incluyendo reemplazos de personal. Shlyapnikov, en conversación con Escalante, señaló que un “retraso de 3 semanas” en el suministro de combustible desde Bakú es suficiente para un colapso económico en Cuba. Posteriormente escribió a Moscú, un informe que criticaba las políticas de Castro señaló el descontento masivo en Cuba y la amenaza de una rebelión al estilo húngaro.
Otros contactos extranjeros de la "microfracción" incluyeron a periodistas soviéticos de la Agencia de Prensa Novosti, el asesor checoslovaco de Fidel Castro, František Kriegel y los diplomáticos de la República Democrática Alemana, Johannes Kogler, Karl-Heinz Mobus, Otto Schreiber. La mayor comprensión y apoyo a la oposición cubana la expresó Kriegel, futuro participante activo de la Primavera de Praga. Los periodistas soviéticos percibieron positivamente la indignación de los cubanos por el comportamiento arrogante de Castro hacia la Unión Soviética ("¡el hijo enseña al padre!"). Los representantes de Alemania Oriental escucharon a los cubanos con moderación, discutieron solo cuestiones económicas, pero prometieron ayudar con el equipo de impresión.
La "microfracción" no realizó actividades organizativas, no creó estructuras clandestinas, no atrajo a las masas. A veces se hacían propuestas para pasar a la lucha ilegal, pero Aníbal Escalante prohibió categóricamente las "violaciones de la legalidad socialista" y las "escisiones antipartidistas". Las acciones se reducían a discusiones tácitas en su estrecho círculo, generalmente en la casa particular de Escalante. A veces hubo un intercambio de materiales impresos: artículos de comunistas extranjeros que criticaban a Fidel Castro y al Che Guevara. El cálculo se hizo para una futura discusión en el partido, la adquisición gradual del apoyo de la mayoría de los militantes del partido y, en particular, para la ayuda de la Unión Soviética. Con el tiempo, los propios participantes en los hechos reconocieron tales planes como ingenuos frente al poderoso aparato punitivo castrista.

## Represión

### Arrestos e investigación
Las reuniones secretas del grupo de Aníbal Escalante y los contactos con los representantes soviéticos llegaron a conocimiento de las agencias de seguridad cubanas. El viceministro del Interior, un operativo experimentado, Manuel Piñeiro, registró personalmente las negociaciones de Escalante con Shlyapnikov. Esto fue visto como una conspiración para tomar el poder con el apoyo de un estado extranjero.
Las detenciones comenzaron la noche del 1 de octubre de 1967 por orden personal de Fidel Castro. Un total de 43 personas fueron detenidas, incluidas cuatro mujeres, las cuales fueron sometidas a intensos interrogatorios por la Seguridad del Estado; 39 personas fueron enjuiciadas, incluidas 3 mujeres, y condenadas a diferentes penas de cárcel.
La investigación se llevó a cabo de una manera bastante dura. Bajo investigación Eurípides Núñez Portuondo, Carlos Rentería, y Javier de Varona, según información oficial, se suicidaron. Eurípides Núñez Portuondo murió una celda de Villa Marista, la sede principal del Departamento de Seguridad del Estado. Javier de Varona, descrito como miembro de la Microfracción, se suicidó el 1 de marzo de 1970 en La Habana a la edad de 34 años. Se publicó una necrológica en homenaje a De Varona en la revista *Quatrième Internationale*, en la que se mencionaba su trayectoria y su vinculación con la lucha política en Cuba.
El propio Aníbal Escalante, bajo el dictado de los investigadores, hizo una autocrítica ritual en el diario del partido Granma y en una carta a Fidel Castro, completamente "desarmado ante el partido". Sin embargo, ya se había tomado una decisión política en un juicio espectáculo. Félix Fleitas rechazó indignado la propuesta de dar falso testimonio a otros imputados y que este reciba la libertad y el título de capitán de la seguridad del Estado. También lo hizo Francisco Pérez de Armas. Ambos fueron sometidos a fuertes presiones en celdas de castigo. Arnaldo Escalona Almeida pidió que se le diera la oportunidad de defenderse y hacer un discurso de defensa, tal como lo hizo Fidel Castro en el juicio de 1953, lo cual fue denegado. La mayoría de los investigados confesaron una "conspiración contrarrevolucionaria relacionada con el imperialismo estadounidense" y llamaron cabecilla a Aníbal Escalante.

### Juicios y destinos
En enero de 1968, el tribunal revolucionario dictó sentencias. Los castigos fueron bastante comparables a los veredictos de la corte batistiana en relación con los participantes en el asalto al cuartel Moncada, pero menos severos que la persecución a los rebeldes del Escambray. La pena de prisión más larga, 15 años, la recibió Aníbal Escalante. 8 personas (entre ellas Félix Fleitas Posada y Ricardo Bofill Pagés) fueron condenadas a 12 años, 8 (entre ellas Oliveira, Caballero, Ricardo López Castillo, Francisco Pérez de Armas) a 10 años, 6 (entre ellas Fajardo Escalona y Escalón Almeida) - por 8 años, 5 - por 4 años, 6 - por 3 años, 1 - por 2 años. Fidel Castro lamentó que las condenas no fueran tan severas como “algunos quisieran”. En principio les querían fusilar por traición a la patria.
De los miembros destacados de la Microfracción, solo José Matar Franyie y Ramón Calcines no recibieron condenas de prisión, sin embargo, ambos fueron expulsados del Partido Comunista de Cuba y de su Comité Central, destituidos de todos los cargos y enviados a "reeducación laboral". No ha habido ninguna mención pública de José Matar desde entonces. Calcines "admitió sus errores", pidió perdón, trabajó un tiempo en una fábrica, luego, con la ayuda de hermanos influyentes, se licenció en Derecho, se convirtió en un abogado famoso en La Habana y fue reincorporado al Partido Comunista de Cuba. Sin embargo, fue nuevamente expulsado del partido y murió en desgracia; su hijo fue arrestado en virtud de un artículo criminal. 
En su mayoría, los condenados no cumplieron sentencias completas, pero después de su liberación no participaron en política y estuvieron bajo la supervisión de la Seguridad del Estado. Aníbal Escalante fue liberado en 1971 -antes de la visita de Fidel Castro a Chile- a pedido de los comunistas chilenos. Durante varios años vivió en Checoslovaquia, luego regresó a Cuba y hasta su muerte en 1977 llevó una vida puramente privada. Ricardo Ricardo Bofill Pagés, Félix Fleitas, Francisco Pérez de Armas rompieron con el régimen comunista, emigraron a Estados Unidos y se hicieron militantes de la oposición. Bofill y Fleitas fundaron organizaciones anticastristas de derechos humanos.

## Consecuencias
El 25 de enero de 1968, el pleno del Comité Central del Partido Comunista de Cuba caracterizó a la "microfracción" como grupo hostil y aprobó plenamente la depuración realizada por el partido. El orador principal fue Raúl Castro. Detalló los materiales operativos de la comisión especial de las fuerzas armadas y seguridad del estado. Fidel Castro también habló durante 12 horas y este discurso no fue publicado. En un discurso posterior el 13 de marzo de 1968, Castro padre llamó a la "microfracción" "reformista, conservadora y reaccionaria, que no tenía un significado serio, pero tenía intenciones serias".
Los máximos dirigentes de Cuba condenaron públicamente a la Unión Soviética por inmiscuirse en los asuntos internos. Fidel Castro dejó en claro de manera transparente que los "microfaccionalistas" expuestos estaban conectados con la URSS, la República Democrática Alemana y Checoslovaquia y por lo tanto los materiales del caso permanecen clasificados (los 3 estados nombrados dejaron de existir hace mucho tiempo, pero el secreto no se ha levantado. Rudolf Shlyapnikov fue declarado persona non grata y llamado a Moscú. Pero fue precisamente a partir de 1968 que la dirección del Partido Comunista de Cuba cambió por completo a aquellas posiciones que defendía la "microfracción" reprimida.
El punto de inflexión fue agosto de 1968: las autoridades cubanas apoyaron plenamente la Invasión de Checoslovaquia por el Pacto de Varsovia. En el futuro, la política exterior de Fidel Castro no fue más allá del rumbo general del bloque soviético. Las acciones político-militares cubanas y las operaciones especiales en el exterior continuaron, pero de acuerdo y en coordinación con la Unión Soviética.
Estuvo cerca de los modelos soviéticos y de la política interior. Se estableció el sistema de partocracia, se impuso una prohibición a la actividad empresarial privada, se reconstruyó el sistema del Ministerio del Interior. Cuba comenzó a ser vista como el aliado más cercano de la Unión Soviética, "un puesto de avanzada del socialismo en el hemisferio occidental". El sistema de partidos interno del Partido Comunista de Cuba también copió al Partido Comunista de la Unión Soviética, ya no se permitieron indicios de faccionalismo y disidencia. La evaluación política oficial del "caso de la microfracción" no ha sido revisada.